# Sugauli Birta
Sugauli Birta (nep. सुगौली बिर्ता) – gaun wikas samiti w środkowej części Nepalu w strefie Narajani w dystrykcie Parsa. Według nepalskiego spisu powszechnego z 2001 roku liczył on 772 gospodarstw domowych i 5329 mieszkańców (2641 kobiet i 2688 mężczyzn).